# مارسيلو تيخيرا
مارسيلو تيخيرا (بالإسبانية: Marcelo Tejera)‏ هو لاعب كرة قدم أوروغواياني في مركز الوسط، ولد في 6 أغسطس 1973 في مونتيفيديو في الأوروغواي. شارك مع منتخب الأوروغواي تحت 20 سنة لكرة القدم ومنتخب الأوروغواي لكرة القدم. أما مع النوادي، فقد لعب مع بنيارول وبوكا جونيورز وديفينسور سبورتينغ ولوغرونيس ونادي تيكوس ونادي ساوثهامبتون ونادي كالياري ونادي ليفربول ونادي ميلوناريوس وناسيونال مونتيفيديو.

## وصلات خارجية
- مارسيلو تيخيرا على موقع قاعدة بيانات كرة القدم.إي يو (الإنجليزية)
- مارسيلو تيخيرا على موقع ناشيونال فوتبول تيمز (الإنجليزية)